# لاکهید مدل ۱۲ الکترا جونیور
لاکهید مدل ۱۲ الکترا جونیور (به انگلیسی: Lockheed Model 12 Electra Junior) یک هواگرد ساختِ کارخانهٔ لاکهید کورپوریشن در کشور ایالات متحده آمریکا است . این هواگرد برای نخستین بار در ۲۷ ژوئن ۱۹۳۶ میلادی مورد استفاده قرار گرفت.